# منطقة قناة بنما
منطقة قناة بنما Panama Canal Zone تبلغ مساحتها 1.432 كم مربع، هي منطقة خاضعة وتابعة للولايات المتحدة تقع داخل حدود جمهورية بنما، وتحتوي على قناة بنما وبقية المنطقة باستثناء مدينة بنما وكولون، والتي يقع جزء منها داخل حدود منطقة القناة.
حدودها ملاصقة لمقاطعتين في بنما، وأنشأت وفق معاهدة هاي بونو فاريا في 18 نوفمبر 1903.
نصت المعاهدة على تبعية المنطقة للولايات المتحدة، حيث تنشأ القناة بمنشآتها ولها حق إدارة القناة. واستمر ذلك حتى عام 1979. ثم خضعت للإدارة المشتركة بين الولايات المتحدة وجمهورية بنما. وفي عام 1977 أسست ما عرفت بمعاهدات توريخوس كارتر حيادية القناة. وخلال إدارة أميركا للقناة استخدمت بشمل رئيسي لعبور السفن الحربية والعسكرية.

## أعلام
- ستيوارت غراي
- بيل دان
- كينيث بي. كلارك
- ميشيل كولينز
- نيل كريتون
- تشارلز ويزلي باول
- أبيل أ. هنتر